# Коянди (Цілиноградський район)
Коянди́ (каз. Қоянды) — село у складі Цілиноградського району Акмолинської області Казахстану. Адміністративний центр та єдиний населений пункт Кояндинської сільської адміністрації.
Населення — 9545 осіб (2021; 2954 у 2009, 319 у 1999, 389 у 1989).
Національний склад станом на 1989 рік:
- росіяни — 68 %.